# Oostelijke Sierra Madre
De Oostelijke Sierra Madre (Spaans: Sierra Madre Oriental) is een bergketen in Mexico. Het gebergte strekt zich uit van Coahuila en Nuevo León, door Tamaulipas, San Luis Potosí, Hidalgo en Querétaro tot het noorden van Puebla. De Chisos Mountains in Texas worden soms ook wel als deel van de Oostelijke Sierra Madre gezien.
Het hoogste punt is de Cerro Potosí (3713 m) in Nuevo León. Een andere hoge berg in dit gebergte is El Coahuilón (3460 m). Het gebied is bekend vanwege de rijkdom aan endemische soorten en zijn biodiversiteit.